# اصلاح یارانه‌ها در مالزی
اصلاح یارانه‌ها در مالزی در ژوئیه سال ۲۰۱۰ توسط نخست‌وزیر نجیب رزاک از طریق کاهش یارانه‌های سوخت و قند آغاز شد. کاهش بیشتر یارانه برای این محصولات و سایر محصولات در یک دوره سه تا پنج ساله برای تقویت منابع مالی دولت و بهبود کارایی اقتصادی برنامه‌ریزی شده‌است.

## پیاده‌سازی
نخست‌وزیر نجیب از کاهش یارانه‌های سوخت خودرو، شکر و گاز خانگی که از نیمه شب ۱۵ ژوئیه ۲۰۱۰ به اجرا درآمد، خبر داد.
قیمت نمرات بنزین RON 95 و RON97، به میزان ۰٫۰۵ رینگیت به ازای هر لیتر افزایش یافت که به ترتیب به قیمت‌های ۱٫۸۵ و ۱۰٫۱۰ رینگیت در هر لیتر رسید. قیمت بنزین مایع، که معمولاً با عنوان LPG شناخته می‌شود، از ۰٫۱۰ رینگیت به ۹۰. رینگیت در هر کیلوگرم افزایش یافت. قیمت دیزل روی ۱٫۷۵ رینگیت در هر لیتر تثبیت شد. قیمت هر کیلوگرم شکر از ۰٫۲۵ رینگیت به ۸۵/۵ رینگیت افزایش یافت. قیمت گاز خانگی ۱۰٫۰ رینگیت به ازای هر کیلوگرم افزایش یافت.
در آغاز سال ۲۰۱۴، دولت یارانه‌های RON97 (یک درجه عالی از بنزین) را پس گرفت. نخست‌وزیر تأکید کرد که دولت به منظور حمایت از فقرای روستایی، به استانداردسازی قیمت‌ها در صباح و ساراواک ادامه می‌دهد
در اول دسامبر سال ۲۰۱۴، دولت مالزی رسماً یارانه تمام سوخت‌ها را با کمک قیمت پایین نفت در آن زمان قطع کرد، و به‌طور بالقوه در بودجه سالانه حدود بیست میلیارد رینگیت (۵٫۹۷ میلیارد دلار آمریکا) صرفه جویی کرد. هم‌اکنون مکانیسم مدیریت‌شده شناور برقرار شده که قیمت‌ها متناسب با نرخ بازار تنظیم می‌شود.

## پیامدها در بودجه
نخست‌وزیر نجیب بهبود ترازنامه دولت را دلیل اساسی اصلاح یارانه عنوان کرد. دولت مالزی در سال ۲۰۰۹ مبلغ ۵/۵ میلیارد رینگیت برای یارانه هزینه کرد و به کسری بودجه بزرگی به میزان ۷ درصد از تولید ناخالص داخلی انجامید. اصلاح یارانه در سال ۲۰۱۰ حدود ۷۵۰ میلیون رینگیت صرفه جویی کرد.
نجیب ابراز امیدواری کرد که اصلاحات باعث تقویت در بازارهای مالی شود. سرویس سرمایه گذاران مودی گفت که حفظ جایگاه مالزی در بازارهای مالی تا حدی ناشی از کاهش یارانه‌ها است و «فشار رو به بالا» در رتبه‌بندی اوراق آن وجود دارد.
نخست‌وزیر تأکید کرد که همه پس‌اندازها به سمت کاهش کسری نمی‌روند. وی به خبرنگاران گفت: «ما از پس انداز هزینه‌ها در راستای تحقق برنامه‌های بیشتر مانند برآوردهای کلیدی مناطق ملی (NKRA) و نواحی کلیدی اقتصاد ملی استفاده می‌کنیم.» اعطای بورس‌های تحصیلی به دانشجویان ممتاز و برنامه‌های مراقبت‌های بهداشتی مانند کلینیک‌های ۱مالزی به‌طور ویژه ذکر شده‌است. نجیب گفت که این تغییرات در حالی که منافع بلندمدت برای ملت به ارمغان می‌آورد، تأثیر کمی بر بودجه خانواده می‌گذارد.

## قاچاق و کمبود
سیستم گسترده یارانه در مالزی با کمبود و قاچاق کالاها مرتبط است. ماهیگیران مالزی اغلب ماهیگیری را رها می‌کنند تا سوخت در نظر گرفته شده برای قایق‌های خود را به همتایان خود در کشورهایی مانند تایلند و اندونزی که یارانه‌های مشابه ارائه نمی‌دهند بفروشند. به گفته اسماعیل صابری یاکوب، وزیر مشاغل و حامی حقوق مصرف‌کنندگان در تجارت داخلی واجدین شرایط دریافت شکر یارانه‌ای، غالباً به‌طور چشمگیر بیش از حد سفارش داده تا به‌طور غیرقانونی مازاد خود را به صنفی که مشمول هدفمندی یارانه نیست بفروشند. چنین طرح‌هایی می‌تواند گاهی اوقات برای مصرف‌کنندگان یافتن و خرید کالاها را دشوار کند.